# Tru Love
Pour l’article ayant un titre homophone, voir True Love (homonymie).
Pour plus de détails, voir Fiche technique et Distribution.
Tru Love est un film canadien réalisé par Kate Johnston et Shauna MacDonald, sorti en 2013.

## Synopsis
Le film traite de la rencontre amoureuse entre Tru, une trentenaire habituellement malheureuse en amour, et Alice, la mère de sa meilleure amie Suzanne. Celle-ci envisage la relation entre les deux avec appréhension, compte-tenu de ce qu'elle sait du caractère de son amie,.

## Fiche technique
- Titre : Tru Love
- Réalisation : Kate Johnston, Shauna MacDonald
- Scénario : Kate Johnston, Shauna MacDonald
- Photographie :
- Musique :
- Langue d'origine : Anglais canadien
- Pays d'origine :  Canada
- Genre : Drame, romance saphique
- Lieux de tournage : Toronto, Ontario, Canada
- Durée : 94 minutes (1 h 34)
- Date de sortie :
  -  Royaume-Uni 4 octobre 2013 (Festival de Raindance)
  -  États-Unis 10 avril 2014 (Boston LGBT Film Festival)
  -  Canada 19 septembre 2014 (Cinéfest Sudbury International Film Festival (en))
  -  Danemark 6 octobre 2014 (MIX Copenhagen)
  -  Allemagne novembre 2014

## Distribution
- Shauna MacDonald : Tru
- Kate Trotter : Alice
- Peter MacNeill : Richard
- Anna Cyzon : Jaimie
- Tony Nappo (en) : Taxi Driver
- Christine Horne : Suzanne
- Alexander Chapman : Gray
- Jerritt Boyce : James
- Sean Kaufmann : Guy at Bar
- Tattiawna Jones : Angie
- Rachael Ancheril : Claire
- Duff MacDonald : Scott
- Andrea Blakey : Background Performer
- Henry Dineen : Background Performer
- Siavash Khavarnejad : Background Performer[2]

## Accueil critique
Le film est sélectionné pour les éditions 2014 du festival du film gay Frameline38, du  Festival du Film Lesbien et Féministe Cineffable de Paris et du Festival LGBT BFI de Londres.
Le site Univers-L.com, consacré à la culture lesbienne, apprécie la qualité et la beauté de la photo, mais regrette un scénario trop convenu et sans surprise. Le San Francisco Chronicle, en 2020, y voit une agréable romance « old fashionned ».